# Eliminatoria para el Campeonato Sub-22 de la AFC 2013
La Eliminatoria para el Campeonato Sub-22 de la AFC 2013 fue la fase clasificatoria de este torneo de fútbol a nivel de selecciones sub-23 de Asia organizado por la AFC; y que contó con la participación de 41 asociaciones miembro de todo el continente.
La eliminatoria otorgó 16 plazas para la fase final del torneo, la cual se jugaría en Omán.

## Formato
Los 41 participantes serían divididos en 6 grupos de 6 equipos cada uno más un grupo de 5 equipos, los cuales se enfrentarían todos contra todos, clasificando los dos primeros lugares de cada grupos, más el mejor tercer lugar.
El país anfitrión (Omán) formó parte de la eliminatoria, pero al ser la sede de la fase final del torneo, clasificó automáticamente sin importar su ubicación en la clasificatoria.

## Participantes
Estos son los equipos que formaron parte de la eliminatoria:
| - Australia - Baréin - Bangladés - Camboya - China - China Taipéi - Hong Kong - India - Indonesia - Irán - Irak - Japón - Jordania - Corea del Norte | - Corea del Sur - Kuwait - Kirguistán - Laos - Líbano - Macao - Malasia - Maldivas - Myanmar - Nepal - Omán - Pakistán - Palestina - Filipinas | - Catar - Arabia Saudita - Singapur - Sri Lanka - Siria - Tayikistán - Tailandia - Timor Oriental - Turkmenistán - UAE - Uzbekistán - Vietnam - Yemen |

### Equipos que no Participaron
| - Afganistán - Bután | - Brunéi - Guam | - Mongolia - Islas Marianas del Norte |

## Fase de grupos

### Asia Occidental

#### Grupo A
- Todos los partidos se jugaron en Mascate, Omán.

| Nación                 | J | G | E | P | GF | GC | GD  | Pts. |
| ---------------------- | - | - | - | - | -- | -- | --- | ---- |
| Irak                   | 5 | 3 | 2 | 0 | 12 | 3  | +9  | 11   |
| Emiratos Árabes Unidos | 5 | 3 | 2 | 0 | 8  | 4  | +4  | 11   |
| Omán                   | 5 | 3 | 1 | 1 | 11 | 6  | +5  | 10   |
| India                  | 5 | 2 | 1 | 2 | 11 | 10 | +1  | 7    |
| Líbano                 | 5 | 1 | 0 | 4 | 12 | 18 | -6  | 3    |
| Turkmenistán           | 5 | 0 | 0 | 5 | 3  | 16 | -13 | 0    |

| 23 de junio de 2012 | India                                                   | 5 - 2   | Líbano                    | Sultan Qaboos Sports Complex, Mascate                       |                                                             |
|                     | Manandeep 15' · George 38', 54' · Lalpekhlua 70', 90+2' | Reporte | El Kurdi 48' · Achour 69' | Asistencia: 100 espectadores Árbitro(s): Akbar Bakhshizadeh | Asistencia: 100 espectadores Árbitro(s): Akbar Bakhshizadeh |

| 23 de junio de 2012 | Irak                                                               | 4 - 0   | Turkmenistán | Royal Oman Police Stadium, Mascate                    |                                                       |
|                     | Shwkan 24' (pen.) · Adnan 42' · Abdul-Raheem 54' · Mahdi Kamil 86' | Reporte |              | Asistencia: 50 espectadores Árbitro(s): Ali Abdulnabi | Asistencia: 50 espectadores Árbitro(s): Ali Abdulnabi |

| 23 de junio de 2012 | Omán | 0 - 2   | Emiratos Árabes Unidos      | Sultan Qaboos Sports Complex, Mascate                       |                                                             |
|                     |      | Reporte | Y Abdulla 60' · Hassain 74' | Asistencia: 250 espectadores Árbitro(s): Dmitriy Mashentsev | Asistencia: 250 espectadores Árbitro(s): Dmitriy Mashentsev |

| 25 de junio de 2012 | Emiratos Árabes Unidos | 1 - 0   | Turkmenistán | Sultan Qaboos Sports Complex, Mascate                     |                                                           |
|                     | A. Abdulla 19'         | Reporte |              | Asistencia: 50 espectadores Árbitro(s): Yousef Al-Marzouq | Asistencia: 50 espectadores Árbitro(s): Yousef Al-Marzouq |

| 25 de junio de 2012 | Irak                       | 2 - 1   | India      | Royal Oman Police Stadium, Mascate                              |                                                                 |
|                     | Alialah 34' · Al-Asadi 48' | Reporte | George 83' | Asistencia: 75 espectadores Árbitro(s): Mohd Nafeez Abdul Wahab | Asistencia: 75 espectadores Árbitro(s): Mohd Nafeez Abdul Wahab |

| 25 de junio de 2012 | Omán                                             | 3 - 2   | Líbano         | Sultan Qaboos Sports Complex, Mascate                          |                                                                |
|                     | A. Saleh 25' · Nasib 65' (pen.) · Al-Maqbali 89' | Reporte | Kojok 32', 34' | Asistencia: 75 espectadores Árbitro(s): Hettikamkanamge Perera | Asistencia: 75 espectadores Árbitro(s): Hettikamkanamge Perera |

| 28 de junio de 2012 | Líbano      | 1 - 5 | Irak                                                                            | Sultan Qaboos Sports Complex, Mascate                      |                                                            |
|                     | El Baba 77' | [http://www.the-afc.com/en/u22ac-schedule-results?fixtureid=6334&stageid=242&tMode=C&view=ajax&show=matchsummary (enlace roto disponible en Internet Archive; véase el historial, la primera versión y la última). Reporte] | Abdul-Raheem 45+2' · Al-Asadi 64' · Hattab 79' · Fayez 84' · Adnan 90+1' (pen.) | Asistencia: 50 espectadores Árbitro(s): Dmitriy Mashentsev | Asistencia: 50 espectadores Árbitro(s): Dmitriy Mashentsev |

| 28 de junio de 2012 | Emiratos Árabes Unidos | 1 - 1 | India     | Royal Oman Police Stadium, Mascate                     |                                                        |
|                     | Hassain 9'             | [http://www.the-afc.com/en/u22ac-schedule-results?fixtureid=6335&stageid=242&tMode=C&view=ajax&show=matchsummary (enlace roto disponible en Internet Archive; véase el historial, la primera versión y la última). Reporte] | Romeo 87' | Asistencia: 100 espectadores Árbitro(s): Ali Abdulnabi | Asistencia: 100 espectadores Árbitro(s): Ali Abdulnabi |

| 28 de junio de 2012 | Turkmenistán | 1 - 3 | Omán                                        | Sultan Qaboos Sports Complex, Mascate                       |                                                             |
|                     | Magtymow 64' | [http://www.the-afc.com/en/u22ac-schedule-results?fixtureid=6333&stageid=242&tMode=C&view=ajax&show=matchsummary (enlace roto disponible en Internet Archive; véase el historial, la primera versión y la última). Reporte] | A. Saleh 42' · Mubarak 77' · Al-Maqbali 82' | Asistencia: 100 espectadores Árbitro(s): Akbar Bakhshizadeh | Asistencia: 100 espectadores Árbitro(s): Akbar Bakhshizadeh |

| 30 de junio de 2012 | India                                                      | 4 - 1   | Turkmenistán  | Sultan Qaboos Sports Complex, Mascate                            |                                                                  |
|                     | Ralte 36' (pen.) · George 67' · Romeo 75' · Lalpekhlua 86' | Reporte | Italmazow 58' | Asistencia: 100 espectadores Árbitro(s): Mohd Nafeez Abdul Wahab | Asistencia: 100 espectadores Árbitro(s): Mohd Nafeez Abdul Wahab |

| 30 de junio de 2012 | Líbano                                  | 3 - 4 | Emiratos Árabes Unidos                                          | Royal Oman Police Stadium, Mascate                             |                                                                |
|                     | Jaafar 22' · El Baba 55' · Al-Jawad 82' | [http://www.the-afc.com/en/u22ac-schedule-results?fixtureid=6337&stageid=242&tMode=C&view=ajax&show=matchsummary (enlace roto disponible en Internet Archive; véase el historial, la primera versión y la última). Reporte] | Al-Jamahi 25' · A. Abdulla 48' · Y. Abdulla 52' · Al-Shehhi 84' | Asistencia: 85 espectadores Árbitro(s): Hettikamkanamge Perera | Asistencia: 85 espectadores Árbitro(s): Hettikamkanamge Perera |

| 30 de junio de 2012 | Irak       | 1 - 1 | Omán        | Sultan Qaboos Sports Complex, Mascate                       |                                                             |
|                     | Nadhim 57' | [http://www.the-afc.com/en/u22ac-schedule-results?fixtureid=6338&stageid=242&tMode=C&view=ajax&show=matchsummary (enlace roto disponible en Internet Archive; véase el historial, la primera versión y la última). Reporte] | Al-Sadi 62' | Asistencia: 300 espectadores Árbitro(s): Akbar Bakhshizadeh | Asistencia: 300 espectadores Árbitro(s): Akbar Bakhshizadeh |

| 3 de julio de 2012 | Turkmenistán | 1 - 4 | Líbano                                                              | Sultan Qaboos Sports Complex, Mascate                      |                                                            |
|                    | Muhadow 72'  | [http://www.the-afc.com/en/u22ac-schedule-results?fixtureid=6339&stageid=242&tMode=C&view=ajax&show=matchsummary (enlace roto disponible en Internet Archive; véase el historial, la primera versión y la última). Reporte] | Khechfe 9' · Jaafar 15' (pen.) · Komekow 31' (a.g.) · El Baba 90+2' | Asistencia: 70 espectadores Árbitro(s): Dmitrti Mashentsev | Asistencia: 70 espectadores Árbitro(s): Dmitrti Mashentsev |

| 3 de julio de 2012 | Omán                                                          | 4 - 0 | India | Sultan Qaboos Sports Complex, Mascate                  |                                                        |
|                    | Al-Sadi 54' · I. Saleh 66' · Al-Mukhaini 73' · Al-Maqbali 89' | [http://www.the-afc.com/en/u22ac-schedule-results?fixtureid=6340&stageid=242&tMode=C&view=ajax&show=matchsummary (enlace roto disponible en Internet Archive; véase el historial, la primera versión y la última). Reporte] |       | Asistencia: 150 espectadores Árbitro(s): Ali Abdulnabi | Asistencia: 150 espectadores Árbitro(s): Ali Abdulnabi |

| 3 de julio de 2012 | Emiratos Árabes Unidos | 0 - 0 | Irak | Royal Oman Police Stadium, Mascate                         |                                                            |
|                    |                        | [http://www.the-afc.com/en/u22ac-schedule-results?fixtureid=6341&stageid=242&tMode=C&view=ajax&show=matchsummary (enlace roto disponible en Internet Archive; véase el historial, la primera versión y la última). Reporte] |      | Asistencia: 100 espectadores Árbitro(s): Yousef Al-Marzouq | Asistencia: 100 espectadores Árbitro(s): Yousef Al-Marzouq |

#### Grupo B
- Todos los partidos se ugaron en Riad, Arabia Saudita.

| Nación         | J | G | E | P | GF | GC | GD  | Pts. |
| -------------- | - | - | - | - | -- | -- | --- | ---- |
| Arabia Saudita | 5 | 4 | 1 | 0 | 15 | 2  | +13 | 13   |
| Siria          | 5 | 4 | 1 | 0 | 13 | 3  | +10 | 13   |
| Kirguistán     | 5 | 2 | 1 | 2 | 7  | 2  | +5  | 7    |
| Palestina      | 5 | 1 | 2 | 2 | 3  | 7  | -4  | 5    |
| Sri Lanka      | 5 | 0 | 2 | 3 | 1  | 17 | -16 | 2    |
| Pakistán       | 5 | 0 | 1 | 4 | 0  | 8  | -8  | 1    |

| 23 de junio de 2012 | Pakistán | 0 - 1 | Arabia Saudita | King Fahd International Stadium, Riad                    |                                                          |
|                     |          | [http://www.the-afc.com/en/component/joomleague/?view=report&compID=438&matchId=4706 (enlace roto disponible en Internet Archive; véase el historial, la primera versión y la última). Reporte] | Al-Shehri 64'  | Asistencia: 100 espectadores Árbitro(s): Ali Sabah Adday | Asistencia: 100 espectadores Árbitro(s): Ali Sabah Adday |

| 23 de junio de 2012 | Palestina   | 1 - 1 | Sri Lanka   | King Fahd International Stadium, Riad                         |                                                               |
|                     | Maraaba 88' | [http://www.the-afc.com/en/component/joomleague/?view=report&compID=438&matchId=4705 (enlace roto disponible en Internet Archive; véase el historial, la primera versión y la última). Reporte] | Bandara 73' | Asistencia: 200 espectadores Árbitro(s): Saeid Mozaffarizadeh | Asistencia: 200 espectadores Árbitro(s): Saeid Mozaffarizadeh |

| 23 de junio de 2012 | Siria      | 1 - 0 | Kirguistán | Prince Faisal bin Fahd Stadium, Riad                              |                                                                   |
|                     | Maowas 56' | [http://www.the-afc.com/en/component/joomleague/?view=report&compID=438&matchId=4704 (enlace roto disponible en Internet Archive; véase el historial, la primera versión y la última). Reporte] |            | Asistencia: 100 espectadores Árbitro(s): Tayeb Hasan Shamsuzzaman | Asistencia: 100 espectadores Árbitro(s): Tayeb Hasan Shamsuzzaman |

| 25 de junio de 2012 | Arabia Saudita | 1 - 0 | Kirguistán | King Fahd International Stadium, Riad                  |                                                        |
|                     | Majrashi 90+5' | [http://www.the-afc.com/en/u22ac-schedule-results?fixtureid=6345&stageid=242&tMode=C&view=ajax&show=matchsummary (enlace roto disponible en Internet Archive; véase el historial, la primera versión y la última). Reporte] |            | Asistencia: 50 espectadores Árbitro(s): Chaiya Mahapab | Asistencia: 50 espectadores Árbitro(s): Chaiya Mahapab |

| 25 de julio de 2012 | Siria            | 2 - 1 | Palestina   | King Fahd International Stadium, Riad               |                                                     |
|                     | Kharbin 57', 83' | [http://www.the-afc.com/en/u22ac-schedule-results?fixtureid=6346&stageid=242&tMode=C&view=ajax&show=matchsummary (enlace roto disponible en Internet Archive; véase el historial, la primera versión y la última). Reporte] | Jalayta 20' | Asistencia: 200 espectadores Árbitro(s): Ali Shaban | Asistencia: 200 espectadores Árbitro(s): Ali Shaban |

| 25 de junio de 2012 | Pakistán | 0 - 0 | Sri Lanka | Prince Faisal bin Fahd Stadium, Riad                        |                                                             |
|                     |          | [http://www.the-afc.com/en/u22ac-schedule-results?fixtureid=6347&stageid=242&tMode=C&view=ajax&show=matchsummary (enlace roto disponible en Internet Archive; véase el historial, la primera versión y la última). Reporte] |           | Asistencia: 110 espectadores Árbitro(s): Çarymurat Kurbanow | Asistencia: 110 espectadores Árbitro(s): Çarymurat Kurbanow |

| 28 de junio de 2012 | Arabia Saudita                                      | 4 - 0 | Palestina | King Fahd International Stadium, Riad                            |                                                                  |
|                     | Majrashi 18', 58' · Al-Ibrahim 44' · Al-Dossari 59' | [http://www.the-afc.com/en/u22ac-schedule-results?fixtureid=6350&stageid=242&tMode=C&view=ajax&show=matchsummary (enlace roto disponible en Internet Archive; véase el historial, la primera versión y la última). Reporte] |           | Asistencia: 50 espectadores Árbitro(s): Tayeb Hasan Shamsuzzaman | Asistencia: 50 espectadores Árbitro(s): Tayeb Hasan Shamsuzzaman |

| 28 de junio de 2012 | Kirguistán                | 2 - 0 | Pakistán | King Fahd International Stadium, Riad                        |                                                              |
|                     | Sharipov 73' · Sataev 78' | [http://www.the-afc.com/en/u22ac-schedule-results?fixtureid=6348&stageid=242&tMode=C&view=ajax&show=matchsummary (enlace roto disponible en Internet Archive; véase el historial, la primera versión y la última). Reporte] |          | Asistencia: 40 espectadores Árbitro(s): Saeid Mozaffarizadeh | Asistencia: 40 espectadores Árbitro(s): Saeid Mozaffarizadeh |

| 28 de junio de 2012 | Sri Lanka | 0 - 4 | Siria                                              | Prince Faisal bin Fahd Stadium, Riad                     |                                                          |
|                     |           | [http://www.the-afc.com/en/u22ac-schedule-results?fixtureid=6349&stageid=242&tMode=C&view=ajax&show=matchsummary (enlace roto disponible en Internet Archive; véase el historial, la primera versión y la última). Reporte] | Maowas 31', 60' · Charles 80' (a.g.) · Salem 90+1' | Asistencia: 150 espectadores Árbitro(s): Ali Sabah Adday | Asistencia: 150 espectadores Árbitro(s): Ali Sabah Adday |

| 30 de junio de 2012 | Sri Lanka | 0 - 7 | Arabia Saudita                                                          | King Fahd International Stadium, Riad |                             |
|                     |           | [http://www.the-afc.com/en/u22ac-schedule-results?fixtureid=6352&stageid=242&tMode=C&view=ajax&show=matchsummary (enlace roto disponible en Internet Archive; véase el historial, la primera versión y la última). Reporte] | Majrashi 8', 56', 70' · Al-Dossari 25' · Al-Shehri 36'. 74' · Otayf 90' | Asistencia: 30 espectadores           | Asistencia: 30 espectadores |

| 30 de junio de 2012 | Palestina | 0 - 0 | Kirguistán | Prince Faisal bin Fahd Stadium, Riad               |                                                    |
|                     |           | [http://www.the-afc.com/en/u22ac-schedule-results?fixtureid=6351&stageid=242&tMode=C&view=ajax&show=matchsummary (enlace roto disponible en Internet Archive; véase el historial, la primera versión y la última). Reporte] |            | Asistencia: 50 espectadores Árbitro(s): Ali Shaban | Asistencia: 50 espectadores Árbitro(s): Ali Shaban |

| 30 de junio de 2012 | Siria                                               | 4 - 0 | Pakistán | King Fahd International Stadium, Riad                   |                                                         |
|                     | Mardikian 44' · Mido 57' · Maowas 65' · Salem 90+4' | [http://www.the-afc.com/en/u22ac-schedule-results?fixtureid=6353&stageid=242&tMode=C&view=ajax&show=matchsummary (enlace roto disponible en Internet Archive; véase el historial, la primera versión y la última). Reporte] |          | Asistencia: 200 espectadores Árbitro(s): Chaiya Mahapab | Asistencia: 200 espectadores Árbitro(s): Chaiya Mahapab |

| 3 de julio de 2012 | Arabia Saudita                 | 2 - 2 | Siria                   | King Fahd International Stadium, Riad               |                                                     |
|                    | Al-Fahmi 12' · Al-Muwallad 81' | [http://www.the-afc.com/en/u22ac-schedule-results?fixtureid=6356&stageid=242&tMode=C&view=ajax&show=matchsummary (enlace roto disponible en Internet Archive; véase el historial, la primera versión y la última). Reporte] | Salem 48' · Kharbin 60' | Asistencia: 500 espectadores Árbitro(s): Ali Shaban | Asistencia: 500 espectadores Árbitro(s): Ali Shaban |

| 3 de julio de 2012 | Kirguistán                                                          | 5 - 0 | Sri Lanka | King Fahd International Stadium, Riad                   |                                                         |
|                    | Kazakbaev 8' · Sharipov 25', 61' · Doroginskii 45+2' · Shamsiev 54' | [http://www.the-afc.com/en/u22ac-schedule-results?fixtureid=6354&stageid=242&tMode=C&view=ajax&show=matchsummary (enlace roto disponible en Internet Archive; véase el historial, la primera versión y la última). Reporte] |           | Asistencia: 20 espectadores Árbitro(s): Ali Sabah Adday | Asistencia: 20 espectadores Árbitro(s): Ali Sabah Adday |

| 3 de julio de 2012 | Pakistán | 0 - 1 | Palestina   | Prince Faisal bin Fahd Stadium, Riad                         |                                                              |
|                    |          | [http://www.the-afc.com/en/u22ac-schedule-results?fixtureid=6355&stageid=242&tMode=C&view=ajax&show=matchsummary (enlace roto disponible en Internet Archive; véase el historial, la primera versión y la última). Reporte] | Maraaba 30' | Asistencia: 30 espectadores Árbitro(s): Saeid Mozaffarizadeh | Asistencia: 30 espectadores Árbitro(s): Saeid Mozaffarizadeh |

#### Grupo C
- Todos los partidos se jugaron en Malaca, Malasia.

| Nación     | J | G | E | P | GF | GC | GD  | Pts. |
| ---------- | - | - | - | - | -- | -- | --- | ---- |
| Irán       | 5 | 4 | 1 | 0 | 13 | 2  | +11 | 13   |
| Kuwait     | 5 | 4 | 0 | 1 | 12 | 1  | +11 | 12   |
| Baréin     | 5 | 2 | 1 | 2 | 5  | 5  | 0   | 7    |
| Tayikistán | 5 | 2 | 0 | 3 | 7  | 8  | -1  | 6    |
| Catar      | 5 | 2 | 0 | 3 | 6  | 8  | -2  | 6    |
| Maldivas   | 5 | 0 | 0 | 5 | 2  | 21 | -19 | 0    |

| 23 de junio de 2012 | Tayikistán  | 1 - 2 | Baréin                | Hang Tuah Stadium, Malaca                                 |                                                           |
|                     | Sobirov 70' | [http://www.the-afc.com/en/component/joomleague/?view=report&compID=438&matchId=4691 (enlace roto disponible en Internet Archive; véase el historial, la primera versión y la última). Reporte] | Jameel 4', 49' (pen.) | Asistencia: 20 espectadores Árbitro(s): Mukhtar Al-Yarimi | Asistencia: 20 espectadores Árbitro(s): Mukhtar Al-Yarimi |

| 23 de junio de 2012 | Catar                      | 2 - 0 | Maldivas | Hang Jebat Stadium, Malaca                                |                                                           |
|                     | Al Yazidi 77' · Hassan 86' | [http://www.the-afc.com/en/component/joomleague/?view=report&compID=438&matchId=4690 (enlace roto disponible en Internet Archive; véase el historial, la primera versión y la última). Reporte] |          | Asistencia: 100 espectadores Árbitro(s): Naser Al-Ghafari | Asistencia: 100 espectadores Árbitro(s): Naser Al-Ghafari |

| 23 de junio de 2012 | Irán              | 1 - 0 | Kuwait | Hang Jebat Stadium, Malaca                              |                                                         |
|                     | Haj Mohammadi 76' | [http://www.the-afc.com/en/component/joomleague/?view=report&compID=438&matchId=4689 (enlace roto disponible en Internet Archive; véase el historial, la primera versión y la última). Reporte] |        | Asistencia: 500 espectadores Árbitro(s): Kim Jong-Hyeok | Asistencia: 500 espectadores Árbitro(s): Kim Jong-Hyeok |

| 25 de junio de 2012 | Baréin | 0 - 1 | Kuwait     | Hang Jebat Stadium, Malaca                             |                                                        |
|                     |        | [http://www.the-afc.com/en/u22ac-schedule-results?fixtureid=6360&stageid=242&tMode=C&view=ajax&show=matchsummary (enlace roto disponible en Internet Archive; véase el historial, la primera versión y la última). Reporte] | Hajiah 39' | Asistencia: 15 espectadores Árbitro(s): Marai Al-Awaji | Asistencia: 15 espectadores Árbitro(s): Marai Al-Awaji |

| 25 de junio de 2012 | Irán                       | 2 - 1 | Catar         | Hang Tuah Stadium, Malaca                           |                                                     |
|                     | Khanzadeh 28' · Rezaei 31' | [http://www.the-afc.com/en/component/joomleague/?view=report&compID=438&matchId=4687 (enlace roto disponible en Internet Archive; véase el historial, la primera versión y la última). Reporte] | Hussein 90+3' | Asistencia: 50 espectadores Árbitro(s): Ng Chiu Kok | Asistencia: 50 espectadores Árbitro(s): Ng Chiu Kok |

| 25 de junio de 2012 | Tayikistán                         | 2 - 1 | Maldivas    | Hang Jebat Stadium, Malaca                               |                                                          |
|                     | Ergashev 81' · Thoriq 90+4' (a.g.) | [http://www.the-afc.com/en/component/joomleague/?view=report&compID=438&matchId=4686 (enlace roto disponible en Internet Archive; véase el historial, la primera versión y la última). Reporte] | Ahmed 45+1' | Asistencia: 50 espectadores Árbitro(s): Ibrahim Al-Hosni | Asistencia: 50 espectadores Árbitro(s): Ibrahim Al-Hosni |

| 28 de junio de 2012 | Kuwait             | 1 - 0 | Tayikistán | Hang Tuah Stadium, Malaca                              |                                                        |
|                     | Nazarov 75' (a.g.) | [http://www.the-afc.com/en/u22ac-schedule-results?fixtureid=6363&stageid=242&tMode=C&view=ajax&show=matchsummary (enlace roto disponible en Internet Archive; véase el historial, la primera versión y la última). Reporte] |            | Asistencia: 50 espectadores Árbitro(s): Kim Jong-Hyeok | Asistencia: 50 espectadores Árbitro(s): Kim Jong-Hyeok |

| 28 de junio de 2012 | Maldivas | 0 - 7 | Irán                                                                                   | Hang Jebat Stadium, Malaca                           |                                                      |
|                     |          | [http://www.the-afc.com/en/u22ac-schedule-results?fixtureid=6364&stageid=242&tMode=C&view=ajax&show=matchsummary (enlace roto disponible en Internet Archive; véase el historial, la primera versión y la última). Reporte] | Sadeghian 7' (pen.) · Rezaei 18' · Tabrizi 21', 69' · Gharibi 55', 82' · Dabbagh 90+1' | Asistencia: 100 espectadores Árbitro(s): Ng Chiu Kok | Asistencia: 100 espectadores Árbitro(s): Ng Chiu Kok |

| 28 de junio de 2012 | Baréin | 0 - 1 | Catar     | Hang Jebat Stadium, Malaca                               |                                                          |
|                     |        | [http://www.the-afc.com/en/u22ac-schedule-results?fixtureid=6365&stageid=242&tMode=C&view=ajax&show=matchsummary (enlace roto disponible en Internet Archive; véase el historial, la primera versión y la última). Reporte] | Fadli 82' | Asistencia: 50 espectadores Árbitro(s): Naser Al-Ghafari | Asistencia: 50 espectadores Árbitro(s): Naser Al-Ghafari |

| 1 de julio de 2012 | Maldivas  | 1 - 2   | Baréin                        | Hang Tuah Stadium, Malaca                                 |                                                           |
|                    | Nizam 61' | Reporte | Yusuf 57' · Jameel 85' (pen.) | Asistencia: 20 espectadores Árbitro(s): Mukhtar Al-Yarimi | Asistencia: 20 espectadores Árbitro(s): Mukhtar Al-Yarimi |

| 1 de julio de 2012 | Irán                             | 2 - 0   | Tayikistán | Hang Jebat Stadium, Malaca                              |                                                         |
|                    | Sadeghian 3' (pen.) · Karimi 26' | Reporte |            | Asistencia: 100 espectadores Árbitro(s): Marai Al-Awaji | Asistencia: 100 espectadores Árbitro(s): Marai Al-Awaji |

| 1 de julio de 2012 | Catar | 0 - 2   | Kuwait                                 | Hang Jebat Stadium, Malaca                               |                                                          |
|                    |       | Reporte | Al-Harbi 34' (pen.) · Al-Shereedah 81' | Asistencia: 20 espectadores Árbitro(s): Ibrahim Al-Hosni | Asistencia: 20 espectadores Árbitro(s): Ibrahim Al-Hosni |

| 3 de julio de 2012 | Kuwait | 8 - 0 | Maldivas | Hang Tuah Stadium, Malaca                                |                                                          |
|                    | Al-Fahad 6', 19' · Al-Harbi 13' (pen.) · Rashed 24' · Al-Zuaebi 45+2' · Al-Hajeri 61', 82' · Al-Rashidi 90+1' | [http://www.the-afc.com/en/u22ac-schedule-results?fixtureid=6369&stageid=242&tMode=C&view=ajax&show=matchsummary (enlace roto disponible en Internet Archive; véase el historial, la primera versión y la última). Reporte] |          | Asistencia: 20 espectadores Árbitro(s): Naser Al-Ghafari | Asistencia: 20 espectadores Árbitro(s): Naser Al-Ghafari |

| 3 de julio de 2012 | Tayikistán                                    | 4 - 2 | Catar                 | Hang Jebat Stadium, Malaca                             |                                                        |
|                    | Yunuszoda 57', 85' · Ghaforov 70' (pen.), 90' | [http://www.the-afc.com/en/u22ac-schedule-results?fixtureid=6370&stageid=242&tMode=C&view=ajax&show=matchsummary (enlace roto disponible en Internet Archive; véase el historial, la primera versión y la última). Reporte] | Yahia 41' · Afifa 72' | Asistencia: 20 espectadores Árbitro(s): Marai Al-Awaji | Asistencia: 20 espectadores Árbitro(s): Marai Al-Awaji |

| 3 de julio de 2012 | Baréin      | 1 - 1 | Irán             | Hang Jebat Stadium, Malaca                             |                                                        |
|                    | Yusuf 45+1' | [http://www.the-afc.com/en/u22ac-schedule-results?fixtureid=6371&stageid=242&tMode=C&view=ajax&show=matchsummary (enlace roto disponible en Internet Archive; véase el historial, la primera versión y la última). Reporte] | Pouraliganji 48' | Asistencia: 50 espectadores Árbitro(s): Kim Jong-Hyeok | Asistencia: 50 espectadores Árbitro(s): Kim Jong-Hyeok |

#### Grupo D
- Todos los partidos se jugaron en Katmandú, Nepal.

| Nación     | J | G | E | P | GF | GC | GD  | Pts. |
| ---------- | - | - | - | - | -- | -- | --- | ---- |
| Jordania   | 4 | 4 | 0 | 0 | 13 | 1  | +12 | 12   |
| Uzbekistán | 4 | 2 | 1 | 1 | 8  | 7  | +1  | 7    |
| Yemen      | 4 | 2 | 1 | 1 | 7  | 6  | +1  | 7    |
| Nepal      | 4 | 1 | 0 | 3 | 6  | 9  | -3  | 3    |
| Bangladés  | 4 | 0 | 0 | 4 | 3  | 14 | -11 | 0    |

| 16 de junio de 2012 | Yemen | 0 - 4 | Jordania                                                      | Dasarath Rangasala Stadium, Katmandú                        |                                                             |
|                     |       | [http://www.the-afc.com/en/component/joomleague/?view=report&compID=438&matchId=4676 (enlace roto disponible en Internet Archive; véase el historial, la primera versión y la última). Reporte] | Al-Dardour 28' · Za'tara 35' · Al-Laham 81' · Bani Attiah 83' | Asistencia: 2,000 espectadores Árbitro(s): Masoud Tufaylieh | Asistencia: 2,000 espectadores Árbitro(s): Masoud Tufaylieh |

| 16 de junio de 2012 | Nepal                                                | 4 - 1 | Bangladés          | Dasarath Rangasala Stadium, Katmandú               |                                                    |
|                     | Khawas 5' · J. Shrestha 61' · S. Shrestha 66', 90+3' | [http://www.the-afc.com/en/component/joomleague/?view=report&compID=438&matchId=4675 (enlace roto disponible en Internet Archive; véase el historial, la primera versión y la última). Reporte] | Bhushal 48' (a.g.) | Asistencia: 5,600 espectadores Árbitro(s): Ma Ning | Asistencia: 5,600 espectadores Árbitro(s): Ma Ning |

| 18 de junio de 2012 | Bangladés       | 1 - 2 | Uzbekistán                    | Dasarath Rangasala Stadium, Katmandú                  |                                                       |
|                     | Emon 55' (pen.) | [http://www.the-afc.com/en/component/joomleague/?view=report&compID=438&matchId=4674 (enlace roto disponible en Internet Archive; véase el historial, la primera versión y la última). Reporte] | Smolyachenko 40' · Gadoev 74' | Asistencia: 500 espectadores Árbitro(s): Pratap Singh | Asistencia: 500 espectadores Árbitro(s): Pratap Singh |

| 18 de junio de 2012 | Nepal | 0 - 1 | Yemen     | Dasarath Rangasala Stadium, Katmandú                          |                                                               |
|                     |       | [http://www.the-afc.com/en/component/joomleague/?view=report&compID=438&matchId=4673 (enlace roto disponible en Internet Archive; véase el historial, la primera versión y la última). Reporte] | Sadam 29' | Asistencia: 6,000 espectadores Árbitro(s): Yadollah Jahanbazi | Asistencia: 6,000 espectadores Árbitro(s): Yadollah Jahanbazi |

| 20 de junio de 2012 | Jordania                           | 3 - 0 | Bangladés | Dasarath Rangasala Stadium, Katmandú                     |                                                          |
|                     | Bani Attiah 23' · Za'tara 30', 75' | [http://www.the-afc.com/en/component/joomleague/?view=report&compID=438&matchId=4671 (enlace roto disponible en Internet Archive; véase el historial, la primera versión y la última). Reporte] |           | Asistencia: 300 espectadores Árbitro(s): Shahzad Khurram | Asistencia: 300 espectadores Árbitro(s): Shahzad Khurram |

| 20 de junio de 2012 | Uzbekistán                            | 4 - 2 | Nepal                      | Dasarath Rangasala Stadium, Katmandú               |                                                    |
|                     | Gadoev 7', 56' · Abdukholiqov 9', 86' | [http://www.the-afc.com/en/component/joomleague/?view=report&compID=438&matchId=4672 (enlace roto disponible en Internet Archive; véase el historial, la primera versión y la última). Reporte] | Ojha 33' · S. Shrestha 42' | Asistencia: 3,200 espectadores Árbitro(s): Ma Ning | Asistencia: 3,200 espectadores Árbitro(s): Ma Ning |

| 22 de junio de 2012 | Yemen     | 1 - 1 | Uzbekistán         | Dasarath Rangasala Stadium, Katmandú                      |                                                           |
|                     | Sadam 41' | [http://www.the-afc.com/en/component/joomleague/?view=report&compID=438&matchId=4669 (enlace roto disponible en Internet Archive; véase el historial, la primera versión y la última). Reporte] | Abdukholiqov 45+1' | Asistencia: 250 espectadores Árbitro(s): Masoud Tufaylieh | Asistencia: 250 espectadores Árbitro(s): Masoud Tufaylieh |

| 22 de junio de 2012 | Jordania                        | 3 - 0 | Nepal | Dasarath Rangasala Stadium, Katmandú                          |                                                               |
|                     | Al-Laham 40', 80' · Za'tara 75' | [http://www.the-afc.com/en/component/joomleague/?view=report&compID=438&matchId=4670 (enlace roto disponible en Internet Archive; véase el historial, la primera versión y la última). Reporte] |       | Asistencia: 1,200 espectadores Árbitro(s): Yadollah Jahanbazi | Asistencia: 1,200 espectadores Árbitro(s): Yadollah Jahanbazi |

| 24 de junio de 2012 | Bangladés | 1 - 5 | Yemen                                                       | Dasarath Rangasala Stadium, Katmandú                        |                                                             |
|                     | Rana 73'  | [http://www.the-afc.com/en/component/joomleague/?view=report&compID=438&matchId=4668 (enlace roto disponible en Internet Archive; véase el historial, la primera versión y la última). Reporte] | Al-Sarori 14' · Al-Gabr 30', 71' · Sadam 33' · Al-Omzae 87' | Asistencia: 200 espectadores Árbitro(s): Yadollah Jahanbazi | Asistencia: 200 espectadores Árbitro(s): Yadollah Jahanbazi |

| 24 de junio de 2012 | Uzbekistán       | 1 - 3 | Jordania                           | Dasarath Rangasala Stadium, Katmandú             |                                                  |
|                     | Abdukholiqov 32' | [http://www.the-afc.com/en/component/joomleague/?view=report&compID=438&matchId=4667 (enlace roto disponible en Internet Archive; véase el historial, la primera versión y la última). Reporte] | Khadr 82', 87' · Bani Attiah 90+5' | Asistencia: 300 espectadores Árbitro(s): Ma Ning | Asistencia: 300 espectadores Árbitro(s): Ma Ning |

### Asia Oriental

#### Grupo E
Todos los partidos se jugaron en Pekanbaru, Indonesia.
| Nación         | J | G | E | P | GF | GC | GD  | Pts. |
| -------------- | - | - | - | - | -- | -- | --- | ---- |
| Japón          | 5 | 5 | 0 | 0 | 20 | 2  | +18 | 15   |
| Australia      | 5 | 3 | 1 | 1 | 7  | 7  | 0   | 10   |
| Indonesia      | 5 | 3 | 0 | 2 | 7  | 7  | 0   | 9    |
| Singapur       | 5 | 2 | 1 | 2 | 6  | 6  | 0   | 7    |
| Timor Oriental | 5 | 1 | 0 | 4 | 5  | 9  | -4  | 3    |
| Macao          | 5 | 0 | 0 | 5 | 4  | 18 | -14 | 0    |

| 5 de julio de 2012 | Singapur                | 2 - 1 | Timor Oriental   | Riau Main Stadium, Pekanbaru                            |                                                         |
|                    | Fareez 44' · Mohana 81' | [http://www.the-afc.com/en/u22ac-schedule-results?fixtureid=6383&stageid=242&tMode=C&view=ajax&show=matchsummary (enlace roto disponible en Internet Archive; véase el historial, la primera versión y la última). Reporte] | Diogo 66' (pen.) | Asistencia: 2,700 espectadores Árbitro(s): Ko Hyung-Jin | Asistencia: 2,700 espectadores Árbitro(s): Ko Hyung-Jin |

| 5 de julio de 2012 | Japón                                                         | 6 - 0 | Macao | Kaharudin Nasution Stadium, Pekanbaru                            |                                                                  |
|                    | Hirota 18' · Akino 25' · M. Suzuki 52', 65', 83' · Watari 68' | [http://www.the-afc.com/en/u22ac-schedule-results?fixtureid=6384&stageid=242&tMode=C&view=ajax&show=matchsummary (enlace roto disponible en Internet Archive; véase el historial, la primera versión y la última). Reporte] |       | Asistencia: 1,032 espectadores Árbitro(s): Salah Abbas Al-Abbasi | Asistencia: 1,032 espectadores Árbitro(s): Salah Abbas Al-Abbasi |

| 5 de julio de 2012 | Indonesia | 0 - 1   | Australia   | Riau Main Stadium, Pekanbaru                        |                                                     |
|                    |           | Reporte | Proia 45+2' | Asistencia: 40,500 espectadores Árbitro(s): Tan Hai | Asistencia: 40,500 espectadores Árbitro(s): Tan Hai |

| 7 de julio de 2012 | Australia                        | 3 - 2 | Macao                           | Kaharudin Nasution Stadium, Pekanbaru            |                                                  |
|                    | Woodcock 2' · Luke O'Dea 7', 13' | [http://www.the-afc.com/en/u22ac-schedule-results?fixtureid=6385&stageid=242&tMode=C&view=ajax&show=matchsummary (enlace roto disponible en Internet Archive; véase el historial, la primera versión y la última). Reporte] | Vinicio 19' · Leong Ka Hang 78' | Asistencia: 560 espectadores Árbitro(s): Win Cho | Asistencia: 560 espectadores Árbitro(s): Win Cho |

| 7 de julio de 2012 | Japón                                           | 3 - 1 | Singapur   | Riau Main Stadium, Pekanbaru,                           |                                                         |
|                    | Delwinder 14' (a.g.) · Watari 20' · Notsuda 60' | [http://www.the-afc.com/en/u22ac-schedule-results?fixtureid=6386&stageid=242&tMode=C&view=ajax&show=matchsummary (enlace roto disponible en Internet Archive; véase el historial, la primera versión y la última). Reporte] | Shamil 83' | Asistencia: 2,013 espectadores Árbitro(s): Nivon Robesh | Asistencia: 2,013 espectadores Árbitro(s): Nivon Robesh |

| 7 de julio de 2012 | Indonesia                | 2 - 0   | Timor Oriental | Riau Main Stadium, Pekanbaru                                  |                                                               |
|                    | Nurmufid 42' · Agung 85' | Reporte |                | Asistencia: 34,132 espectadores Árbitro(s): Yaqoob Abdul Baki | Asistencia: 34,132 espectadores Árbitro(s): Yaqoob Abdul Baki |

| 10 de julio de 2012 | Timor Oriental | 0 - 1 | Japón         | Riau Main Stadium, Pekanbaru                       |                                                    |
|                     |                | [http://www.the-afc.com/en/u22ac-schedule-results?fixtureid=6389&stageid=242&tMode=C&view=ajax&show=matchsummary (enlace roto disponible en Internet Archive; véase el historial, la primera versión y la última). Reporte] | Matsumoto 24' | Asistencia: 1,700 espectadores Árbitro(s): Win Cho | Asistencia: 1,700 espectadores Árbitro(s): Win Cho |

| 10 de julio de 2012 | Australia | 0 - 0   | Singapur | Kaharudin Nasution Stadium, Pekanbaru                            |                                                                  |
|                     |           | Reporte |          | Asistencia: 1,378 espectadores Árbitro(s): Salah Abbas Al-Abbasi | Asistencia: 1,378 espectadores Árbitro(s): Salah Abbas Al-Abbasi |

| 10 de julio de 2012 | Macao             | 1 - 2   | Indonesia       | Riau Main Stadium, Pekanbaru                             |                                                          |
|                     | Pang Chi Hang 63' | Reporte | Bayauw 24', 44' | Asistencia: 30,000 espectadores Árbitro(s): Ko Hyung-Jin | Asistencia: 30,000 espectadores Árbitro(s): Ko Hyung-Jin |

| 12 de julio de 2012 | Singapur                                | 3 - 0 | Macao | Kaharudin Nasution Stadium, Pekanbaru                 |                                                       |
|                     | Faris 27' · Al-Qaasimy 33' · Aqhari 84' | [http://www.the-afc.com/en/u22ac-schedule-results?fixtureid=6391&stageid=242&tMode=C&view=ajax&show=matchsummary (enlace roto disponible en Internet Archive; véase el historial, la primera versión y la última). Reporte] |       | Asistencia: 600 espectadores Árbitro(s): Nivon Robesh | Asistencia: 600 espectadores Árbitro(s): Nivon Robesh |

| 12 de julio de 2012 | Timor Oriental | 0 - 3 | Australia                                | Riau Main Stadium, Pekanbaru                                 |                                                              |
|                     |                | [http://www.the-afc.com/en/u22ac-schedule-results?fixtureid=6392&stageid=242&tMode=C&view=ajax&show=matchsummary (enlace roto disponible en Internet Archive; véase el historial, la primera versión y la última). Reporte] | Luke O'Dea 40' · Barker-Daish 87', 90+2' | Asistencia: 2,198 espectadores Árbitro(s): Yaqoob Abdul Baki | Asistencia: 2,198 espectadores Árbitro(s): Yaqoob Abdul Baki |

| 12 de julio de 2012 | Japón                                                | 5 - 1   | Indonesia          | Riau Main Stadium, Pekanbaru                        |                                                     |
|                     | Kubo 32', 35', 65' · Matsubara 90' · R. Suzuki 90+3' | Reporte | Syaiful 58' (pen.) | Asistencia: 42,500 espectadores Árbitro(s): Tan Hai | Asistencia: 42,500 espectadores Árbitro(s): Tan Hai |

| 15 de julio de 2012 | Macao               | 1 - 4 | Timor Oriental                      | Riau Main Stadium, Pekanbaru                            |                                                         |
|                     | Chao Wai Fong 45+1' | [http://www.the-afc.com/en/u22ac-schedule-results?fixtureid=6394&stageid=242&tMode=C&view=ajax&show=matchsummary (enlace roto disponible en Internet Archive; véase el historial, la primera versión y la última). Reporte] | Marcos 22', 30', 62' · Henrique 54' | Asistencia: 5,000 espectadores Árbitro(s): Nivon Robesh | Asistencia: 5,000 espectadores Árbitro(s): Nivon Robesh |

| 15 de julio de 2012 | Australia | 0 - 5   | Japón                                                      | Kaharudin Nasution Stadium, Pekanbaru                 |                                                       |
|                     |           | Reporte | Notsuda 18', 54' · Iwanami 31' · Watari 45+2' · Hirota 77' | Asistencia: 948 espectadores Árbitro(s): Ko Hyung-Jin | Asistencia: 948 espectadores Árbitro(s): Ko Hyung-Jin |

| 15 de julio de 2012 | Indonesia      | 2 - 0   | Singapur | Riau Main Stadium, Pekanbaru                                  |                                                               |
|                     | Agung 66', 80' | Reporte |          | Asistencia: 40,000 espectadores Árbitro(s): Yaqoob Abdul Baki | Asistencia: 40,000 espectadores Árbitro(s): Yaqoob Abdul Baki |

#### Grupo F
- Todos los partidos se jugaron en Vientián, Laos.

| Nación          | J | G | E | P | GF | GC | GD  | Pts. |
| --------------- | - | - | - | - | -- | -- | --- | ---- |
| Corea del Norte | 5 | 4 | 1 | 0 | 11 | 4  | +7  | 13   |
| China           | 5 | 3 | 2 | 0 | 12 | 3  | +9  | 11   |
| Laos            | 5 | 2 | 1 | 2 | 7  | 7  | 0   | 7    |
| Tailandia       | 5 | 2 | 1 | 2 | 11 | 6  | +5  | 7    |
| Camboya         | 5 | 1 | 1 | 3 | 6  | 15 | -9  | 4    |
| Hong Kong       | 5 | 0 | 0 | 5 | 3  | 15 | -12 | 0    |

| 23 de junio de 2012 | Tailandia                          | 2 - 4 | Corea del Norte                                                             | New Laos National Stadium, Vientián                      |                                                          |
|                     | Kraisorn 47' · Mun Hyok 62' (a.g.) | [http://www.the-afc.com/en/component/joomleague/?view=report&compID=438&matchId=4651 (enlace roto disponible en Internet Archive; véase el historial, la primera versión y la última). Reporte] | Pak Song-Chol 26' · Jong Il-Gwan 45' · Kim Jin-Hyok 50' · Han Song-Hyok 59' | Asistencia: 500 espectadores Árbitro(s): Andre El Haddad | Asistencia: 500 espectadores Árbitro(s): Andre El Haddad |

| 23 de junio de 2012 | Hong Kong                              | 2 - 3   | Camboya                                   | Chao Anouvong Stadium, Vientián                       |                                                       |
|                     | Yuen Tsun Nam 50' · Tsang Kin Fong 90' | Reporte | Suhana 10' · Soksana 63' · Sothearoth 70' | Asistencia: 200 espectadores Árbitro(s): Yu Ming-hsun | Asistencia: 200 espectadores Árbitro(s): Yu Ming-hsun |

| 23 de junio de 2012 | China                         | 2 - 0 | Laos | New Laos National Stadium, Vientián                                |                                                                    |
|                     | Yang Yihu 11' · Bi Jinhao 39' | [http://www.the-afc.com/en/component/joomleague/?view=report&compID=438&matchId=4649 (enlace roto disponible en Internet Archive; véase el historial, la primera versión y la última). Reporte] |      | Asistencia: 1,000 espectadores Árbitro(s): Nagor Amir Noor Mohamed | Asistencia: 1,000 espectadores Árbitro(s): Nagor Amir Noor Mohamed |

| 25 de junio de 2012 | China                                                                           | 5 - 1   | Hong Kong       | New Laos National Stadium, Vientián                   |                                                       |
|                     | Peng Xinli 49' · Zhang Xizhe 63' · Bi Jinhao 69' · Xu Xin 80' · Zheng Kaimu 90' | Reporte | Lam Hok Hei 22' | Asistencia: 150 espectadores Árbitro(s): Kim Sang-Woo | Asistencia: 150 espectadores Árbitro(s): Kim Sang-Woo |

| 25 de junio de 2012 | Tailandia                                             | 4 - 0 | Camboya | Chao Anouvong Stadium, Vientián                                           |                                                                           |
|                     | Puangjan 33' · Kraisorn 34' · Pombupha 73' · Anan 80' | [http://www.the-afc.com/en/component/joomleague/?view=report&compID=438&matchId=4646 (enlace roto disponible en Internet Archive; véase el historial, la primera versión y la última). Reporte] |         | Asistencia: 150 espectadores Árbitro(s): Mohammed Abdullah Hassan Mohamed | Asistencia: 150 espectadores Árbitro(s): Mohammed Abdullah Hassan Mohamed |

| 25 de junio de 2012 | Corea del Norte                 | 2 - 1 | Laos           | New Laos National Stadium, Vientián                 |                                                     |
|                     | Mun Hyok 18' · Jong Il-Gwan 42' | [http://www.the-afc.com/en/component/joomleague/?view=report&compID=438&matchId=4648 (enlace roto disponible en Internet Archive; véase el historial, la primera versión y la última). Reporte] | Thinnakone 47' | Asistencia: 500 espectadores Árbitro(s): Ali Saleem | Asistencia: 500 espectadores Árbitro(s): Ali Saleem |

| 28 de junio de 2012 | Camboya | 0 - 3 | China                                     | New Laos National Stadium, Vientián                      |                                                          |
|                     |         | [http://www.the-afc.com/en/u22ac-schedule-results?fixtureid=6404&stageid=242&tMode=C&view=ajax&show=matchsummary (enlace roto disponible en Internet Archive; véase el historial, la primera versión y la última). Reporte] | Muzepper 27' · Ni Yusong 34' · Li Lei 85' | Asistencia: 100 espectadores Árbitro(s): Andre El Haddad | Asistencia: 100 espectadores Árbitro(s): Andre El Haddad |

| 28 de junio de 2012 | Corea del Norte  | 1 - 0   | Hong Kong | Chao Anouvong Stadium, Vientián                                  |                                                                  |
|                     | Kim Jin-Hyok 51' | Reporte |           | Asistencia: 150 espectadores Árbitro(s): Nagor Amir Noor Mohamed | Asistencia: 150 espectadores Árbitro(s): Nagor Amir Noor Mohamed |

| 28 de junio de 2012 | Laos        | 1 - 0 | Tailandia | New Laos National Stadium, Vientián                      |                                                          |
|                     | Saysana 64' | [http://www.the-afc.com/en/u22ac-schedule-results?fixtureid=6420&stageid=242&tMode=C&view=ajax&show=matchsummary (enlace roto disponible en Internet Archive; véase el historial, la primera versión y la última). Reporte] |           | Asistencia: 10,600 espectadores Árbitro(s): Yu Ming-hsun | Asistencia: 10,600 espectadores Árbitro(s): Yu Ming-hsun |

| 30 de junio de 2012 | Camboya | 0 - 3 | Corea del Norte                           | Chao Anouvong Stadium, Vientián                    |                                                    |
|                     |         | [http://www.the-afc.com/en/u22ac-schedule-results?fixtureid=6407&stageid=242&tMode=C&view=ajax&show=matchsummary (enlace roto disponible en Internet Archive; véase el historial, la primera versión y la última). Reporte] | Kim Jin-Hyok 13', 83' · Kang Nam-Gwon 31' | Asistencia: 50 espectadores Árbitro(s): Ali Saleem | Asistencia: 50 espectadores Árbitro(s): Ali Saleem |

| 30 de junio de 2012 | China             | 1 - 1 | Tailandia      | New Laos National Stadium, Vientián                   |                                                       |
|                     | Zhang Xizhe 90+5' | [http://www.the-afc.com/en/u22ac-schedule-results?fixtureid=6408&stageid=242&tMode=C&view=ajax&show=matchsummary (enlace roto disponible en Internet Archive; véase el historial, la primera versión y la última). Reporte] | Songkrasin 56' | Asistencia: 200 espectadores Árbitro(s): Kim Sang-Woo | Asistencia: 200 espectadores Árbitro(s): Kim Sang-Woo |

| 30 de junio de 2012 | Hong Kong | 0 - 2   | Laos                              | New Laos National Stadium, Vientián                                         |                                                                             |
|                     |           | Reporte | Khonesavanh 9' · Sayyabounsou 57' | Asistencia: 2,000 espectadores Árbitro(s): Mohammed Abdullah Hassan Mohamed | Asistencia: 2,000 espectadores Árbitro(s): Mohammed Abdullah Hassan Mohamed |

| 3 de julio de 2012 | Tailandia                                                     | 4 - 0   | Hong Kong | Chao Anouvong Stadium, Vientián                          |                                                          |
|                    | Tanklang 11' · Anan 14' · Weerawatnodom 24' · Laosangthai 56' | Reporte |           | Asistencia: 100 espectadores Árbitro(s): Andre El Haddad | Asistencia: 100 espectadores Árbitro(s): Andre El Haddad |

| 3 de julio de 2012 | Corea del Norte  | 1 - 1 | China      | New Laos National Stadium, Vientián                                       |                                                                           |
|                    | Ri Hyong-Jin 75' | [http://www.the-afc.com/en/u22ac-schedule-results?fixtureid=6411&stageid=242&tMode=C&view=ajax&show=matchsummary (enlace roto disponible en Internet Archive; véase el historial, la primera versión y la última). Reporte] | Li Lei 42' | Asistencia: 700 espectadores Árbitro(s): Mohammed Abdullah Hassan Mohamed | Asistencia: 700 espectadores Árbitro(s): Mohammed Abdullah Hassan Mohamed |

| 3 de julio de 2012 | Laos                                  | 3 - 3 | Camboya                              | New Laos National Stadium, Vientián                     |                                                         |
|                    | Vongchiengkham 25' · Saysana 41', 57' | [http://www.the-afc.com/en/u22ac-schedule-results?fixtureid=6409&stageid=242&tMode=C&view=ajax&show=matchsummary (enlace roto disponible en Internet Archive; véase el historial, la primera versión y la última). Reporte] | Chhoeun 19' · Dina 40' · Soksana 63' | Asistencia: 9,800 espectadores Árbitro(s): Kim Sang-Woo | Asistencia: 9,800 espectadores Árbitro(s): Kim Sang-Woo |

#### Grupo G
- Todos los partidos se jugaron en Rangún, Myanmar.

| Nación        | J | G | E | P | GF | GC | GD  | Pts. |
| ------------- | - | - | - | - | -- | -- | --- | ---- |
| Corea del Sur | 5 | 4 | 1 | 0 | 23 | 3  | +20 | 13   |
| Birmania      | 5 | 4 | 1 | 0 | 16 | 5  | +11 | 13   |
| Malasia       | 5 | 3 | 0 | 2 | 17 | 7  | +10 | 9    |
| China Taipéi  | 5 | 2 | 0 | 3 | 9  | 20 | -11 | 6    |
| Vietnam       | 5 | 1 | 0 | 4 | 11 | 10 | +1  | 3    |
| Filipinas     | 5 | 0 | 0 | 5 | 2  | 33 | -31 | 0    |

| 23 de junio de 2012 | Malasia       | 2 - 3   | Corea del Sur                                             | Thuwunna Stadium, Rangún                               |                                                        |
|                     | Arasu 8', 62' | Reporte | Kim Hyun-Hun 13' · Park Kwang-Il 32' · Jeong Jong-Hee 34' | Asistencia: 1,500 espectadores Árbitro(s): Ali Sabbagh | Asistencia: 1,500 espectadores Árbitro(s): Ali Sabbagh |

| 23 de junio de 2012 | Vietnam       | 1 - 2 | China Taipéi                          | Bogyoke Aung San Stadium, Rangún                     |                                                      |
|                     | Hồng Quân 13' | [http://www.the-afc.com/en/component/joomleague/?view=report&compID=438&matchId=4634 (enlace roto disponible en Internet Archive; véase el historial, la primera versión y la última). Reporte] | Lin Chien-Hsun 46' · Wen Chih-Hao 53' | Asistencia: 260 espectadores Árbitro(s): Jumpei Iida | Asistencia: 260 espectadores Árbitro(s): Jumpei Iida |

| 23 de junio de 2012 | Myanmar                                                            | 5 - 1 | Filipinas             | Thuwunna Stadium, Rangún                                     |                                                              |
|                     | Kyaw Zayar Win 28', 75' · Kyaw Ko Ko 41', 45+1' · Yan Aung Win 62' | [http://www.the-afc.com/en/component/joomleague/?view=report&compID=438&matchId=4635 (enlace roto disponible en Internet Archive; véase el historial, la primera versión y la última). Reporte] | Christiaens 5' (pen.) | Asistencia: 18,000 espectadores Árbitro(s): Fahad Al-Mirdasi | Asistencia: 18,000 espectadores Árbitro(s): Fahad Al-Mirdasi |

| 25 de junio de 2012 | Corea del Sur | 8 - 1 | China Taipéi | Thuwunna Stadium, Rangún                                           |                                                                    |
|                     | Park Jong-Oh 5' · Park Young-Ji 10' · Hwang Ui-Jo 17', 35' · Jung Seok-Hwa 26', 80' · Kang Jong-Guk 89' · Jwa Joon-Hyub 90+3' (pen.) | [http://www.the-afc.com/en/component/joomleague/?view=report&compID=438&matchId=4633 (enlace roto disponible en Internet Archive; véase el historial, la primera versión y la última). Reporte] | Li Mau 31'   | Asistencia: 6,500 espectadores Árbitro(s): Jameel Juma Abdulhusain | Asistencia: 6,500 espectadores Árbitro(s): Jameel Juma Abdulhusain |

| 25 de junio de 2012 | Malasia                                                                             | 7 - 0 | Filipinas | Bogyoke Aung San Stadium, Rangún                         |                                                          |
|                     | Rozaimi 2', 35', 69' (pen.), 74' · Fandi 32' · Zaharulnizam 40' · Saarvindran 90+1' | [https://web.archive.org/web/20180319214918/http://www.the-afc.com/en/component/joomleague/?view=report&compID=438&matchId=4631 Archivado el 19 de marzo de 2018 en Wayback Machine. Reporte] |           | Asistencia: 100 espectadores Árbitro(s): Timur Faizullin | Asistencia: 100 espectadores Árbitro(s): Timur Faizullin |

| 25 de junio de 2012 | Vietnam       | 1 - 3 | Birmania                                                | Thuwunna Stadium, Rangún                            |                                                     |
|                     | Văn Quyết 15' | [http://www.the-afc.com/en/component/joomleague/?view=report&compID=438&matchId=4632 (enlace roto disponible en Internet Archive; véase el historial, la primera versión y la última). Reporte] | Zaw Min Tun 33' · Nanda Lin Kyaw Chit 40' · Kyi Lin 75' | Asistencia: 15,000 espectadores Árbitro(s): Wang Di | Asistencia: 15,000 espectadores Árbitro(s): Wang Di |

| 28 de junio de 2012 | Filipinas | 0 - 9 | Vietnam | Thuwunna Stadium, Rangún                               |                                                        |
|                     |           | [http://www.the-afc.com/en/u22ac-schedule-results?fixtureid=6419&stageid=242&tMode=C&view=ajax&show=matchsummary (enlace roto disponible en Internet Archive; véase el historial, la primera versión y la última). Reporte] | Đình Bảo 18', 67' · Hồng Quân 25', 27' · Hoàng Thịnh 30', 52' (pen.) · Quốc Phương 64', 89' · Văn Thanh 82' | Asistencia: 6,500 espectadores Árbitro(s): Ali Sabbagh | Asistencia: 6,500 espectadores Árbitro(s): Ali Sabbagh |

| 28 de junio de 2012 | China Taipéi                           | 2 - 4   | Malasia                                                     | Bogyoke Aung San Stadium, Rangún                          |                                                           |
|                     | Lin Chang-Lun 50' · Wen Chih-Hao 90+3' | Reporte | Rozaimi 8', 41' · Chen Yen-jui 33' (a.g.) · Saarvindran 78' | Asistencia: 150 espectadores Árbitro(s): Fahad Al-Mirdasi | Asistencia: 150 espectadores Árbitro(s): Fahad Al-Mirdasi |

| 28 de junio de 2012 | Corea del Sur | 0 - 0 | Birmania | Thuwunna Stadium, Rangún                                |                                                         |
|                     |               | [http://www.the-afc.com/en/u22ac-schedule-results?fixtureid=6420&stageid=242&tMode=C&view=ajax&show=matchsummary (enlace roto disponible en Internet Archive; véase el historial, la primera versión y la última). Reporte] |          | Asistencia: 20,000 espectadores Árbitro(s): Jumpei Iida | Asistencia: 20,000 espectadores Árbitro(s): Jumpei Iida |

| 30 de junio de 2012 | Myanmar                                                                                      | 6 - 2 | China Taipéi                         | Thuwunna Stadium, Rangún                                    |                                                             |
|                     | Kyaw Zayar Win 11', 63' (pen.), 85' · Naing Lin Oo 33' · Yan Aung Win 35' · Kaung Si Thu 59' | [http://www.the-afc.com/en/u22ac-schedule-results?fixtureid=6421&stageid=242&tMode=C&view=ajax&show=matchsummary (enlace roto disponible en Internet Archive; véase el historial, la primera versión y la última). Reporte] | Lin Chang-Lun 72' · Wen Chih-Hao 88' | Asistencia: 19,000 espectadores Árbitro(s): Timur Faizullin | Asistencia: 19,000 espectadores Árbitro(s): Timur Faizullin |

| 30 de junio de 2012 | Vietnam | 0 - 3   | Malasia                   | Bogyoke Aung San Stadium, Rangún                 |                                                  |
|                     |         | Reporte | Rozaimi 53', 90+2', 90+4' | Asistencia: 100 espectadores Árbitro(s): Wang Di | Asistencia: 100 espectadores Árbitro(s): Wang Di |

| 30 de junio de 2012 | Filipinas | 0 - 10 | Corea del Sur | Thuwunna Stadium, Rangún                                         |                                                                  |
|                     |           | [http://www.the-afc.com/en/u22ac-schedule-results?fixtureid=6422&stageid=242&tMode=C&view=ajax&show=matchsummary (enlace roto disponible en Internet Archive; véase el historial, la primera versión y la última). Reporte] | Jeong Jong-Hee 16', 83' · Hwang Ui-Jo 23', 31' · Lee Jae-sung 28' · Jwa Joon-Hyub 34', 35' · Choi Ji-Hoon 41' · Jeon Byung-Soo 76', 90+1' | Asistencia: 100 espectadores Árbitro(s): Jameel Juma Abdulhusain | Asistencia: 100 espectadores Árbitro(s): Jameel Juma Abdulhusain |

| 3 de julio de 2012 | China Taipéi                  | 2 - 1 | Filipinas       | Thuwunna Stadium, Rangún                                     |                                                              |
|                    | Lin Chang-Lun 11', 31' (pen.) | [http://www.the-afc.com/en/u22ac-schedule-results?fixtureid=6424&stageid=242&tMode=C&view=ajax&show=matchsummary (enlace roto disponible en Internet Archive; véase el historial, la primera versión y la última). Reporte] | Mv. Angeles 35' | Asistencia: 15,000 espectadores Árbitro(s): Fahad Al-Mirdasi | Asistencia: 15,000 espectadores Árbitro(s): Fahad Al-Mirdasi |

| 3 de julio de 2012 | Corea del Sur                            | 2 - 0 | Vietnam | Bogyoke Aung San Stadium, Rangún                    |                                                     |
|                    | Park Young-Ji 28' · Jeong Jong-Hee 45+2' | [http://www.the-afc.com/en/u22ac-schedule-results?fixtureid=6426&stageid=242&tMode=C&view=ajax&show=matchsummary (enlace roto disponible en Internet Archive; véase el historial, la primera versión y la última). Reporte] |         | Asistencia: 50 espectadores Árbitro(s): Jumpei Iida | Asistencia: 50 espectadores Árbitro(s): Jumpei Iida |

| 3 de julio de 2012 | Malasia              | 1 - 2 | Birmania              | Thuwunna Stadium, Rangún                                |                                                         |
|                    | Rozaimi 90+1' (pen.) | [https://web.archive.org/web/20180630052920/http://www.the-afc.com/en/u22ac-schedule-results?fixtureid=6425&stageid=242&tMode=C&view=ajax&show=matchsummary Archivado el 30 de junio de 2018 en Wayback Machine. Reporte] | Kaung Si Thu 34', 53' | Asistencia: 28,000 espectadores Árbitro(s): Ali Sabbagh | Asistencia: 28,000 espectadores Árbitro(s): Ali Sabbagh |

## Terceros Lugares
- Debido a que el Grupo D solo tiene cinco equipos en su grupo, no se contabilizarán los resultados contra los equipos que terminaron en último lugar en los grupos de 6 equipos.

| N.º | Grupo | Nación     | J | G | E | P | GF | GC | GD | Pts |
| --- | ----- | ---------- | - | - | - | - | -- | -- | -- | --- |
| 1   | A     | Omán       | 4 | 2 | 1 | 1 | 8  | 5  | +3 | 7   |
| 2   | D     | Yemen      | 4 | 2 | 1 | 1 | 7  | 6  | +1 | 7   |
| 3   | G     | Malasia    | 4 | 2 | 0 | 2 | 10 | 7  | +3 | 6   |
| 4   | E     | Indonesia  | 4 | 2 | 0 | 2 | 7  | 7  | 0  | 6   |
| 5   | B     | Kirguistán | 4 | 1 | 1 | 2 | 5  | 2  | +3 | 4   |
| 6   | C     | Baréin     | 4 | 1 | 1 | 2 | 3  | 4  | −1 | 4   |
| 7   | F     | Laos       | 4 | 1 | 1 | 2 | 5  | 7  | −2 | 4   |

## Goleadores
10 goles
- Rozaimi Abdul Rahman

6 goles
- Mohammed Majrashi

5 goles
- Kyaw Zayar Win

4 goles
| - Lin Chang-Lun - Alwyn George - Agung Supriyanto | - Mahmoud Za'tara - Kim Jin-Hyok - Hwang Ui-Jo | - Jeong Jong-Hee - Mahmoud Maowas - Temurkhodja Abdukholiqov |

3 goles
| - Luke O'Dea - Hassan Jameel - Wen Chih-Hao - Jeje Lalpekhlua - Yuya Kubo - Gakuto Notsuda - Musashi Suzuki - Daiki Watari | - Khalil Bani Attiah - Mossab Al-Laham - Jwa Joon-Hyub - Kayumjan Sharipov - Sopha Saysana - Alaa El Baba - Kaung Si Thu - Sujal Shrestha | - Mubarak Al-Maqbali - Saleh Al-Shehri - Omar Kharbin - Samer Salem - Marcos da Conceição - Shokhruh Gadoev - Mạc Hồng Quân - Hussein Sadam |

2 goles
| - Jake Barker-Daish - Abdulla Yusuf - Phuong Soksana - Bi Jinhao - Li Lei - Zhang Xizhe - Romeo Fernandes - Hendra Bayauw - Milad Gharibi - Kaveh Rezaei - Payam Sadeghian - Morteza Tabrizi - Ali Adnan Kadhim - Ammar Abdul-Hussein Al-Asaadi - Mohannad Abdul-Raheem | - Ryuji Hirota - Odai Khadr - Jong Il-Gwan - Jeon Byung-Soo - Jung Seok-Hwa - Park Young-Ji - Fahad Al-Hajeri - Hamad Al-Harbi - Mohammad Al-Fahad - Mahmoud Kojok - Devandrn Saarvindran - Thamil Arasu Ambumamee - Kyaw Ko Ko - Yan Aung Win - Hamood Al-Sadi | - Abdullah Saleh - Sameh Maraaba - Salem Al-Dossari - Shodibek Ghaforov - Azimdzhoni Yunuszoda - Adisak Kraisorn - Pokkhao Anan - Amer Omar Abdulla - Jamal Ibrahim Hassain - Younis Ahmad Abdulla - Lê Quốc Phương - Ngô Hoàng Thịnh - Nguyễn Đình Bảo - Yaser Al-Gabr |

1 gol
| - Anthony Proia - Riley Woodcock - Emon Mahmud - Sohel Rana - Chhin Chhoeun - Nen Sothearoth - Sos Suhana - Tit Dina - Mirahmetjan Muzepper - Ni Yusong - Peng Xinli - Xu Xin - Yang Yihu - Zheng Kaimu - Li Mau - Lin Chien-Hsun - Lam Hok Hei - Tsang Kin Fong - Yuen Tsun Nam - Lalrindika Ralte - Manandeep Singh - Fandi Eko Utomo - Nurmufid Fastabiqul Khoirot - Bahram Dabbagh - Mohammad Amin Haj Mohammadi - Yaghoub Karimi - Mohammad Reza Khanzadeh - Morteza Pouraliganji - Ahmad Abbas Hattab - Ali Faez - Ali Mohammed Aliyallah - Mahdi Kamil Shiltag - Mohammed Jabbar Shwkan - Mustafa Nadhim Jari - Hiroki Akino - Takuya Iwanami - Ken Matsubara - Masaya Matsumoto - Ryuga Suzuki - Hamza Al-Dardour - Han Song-Hyok - Kang Nam-Gwon - Mun Hyok - Pak Song-Chol - Ri Hyong-Jin | - Choi Ji-Hoon - Kang Jong-Guk - Kim Hyun-Hun - Lee Jae-sung - Pak Kwang-Il - Park Jong-Oh - Ahmad Rashed - Faraj Al-Zuaebi - Khaled Hajiah - Mohammad Al-Fahad - Shereedah Al-Shereedah - Yousif Al-Rashidi - Evgenii Doroginskii - Islam Shamsiev - Nurkal Sataev - Vladimir Kazakbaev - Sihavong Khonesavanh - Vilayout Sayyabounsou - Vongsa Thinnakone - Soukaphone Vongchiengkham - Abdulfattah Achour - Hussein Al-Jawad - Kaseem Abou Khechfe - Mohammad Jaafar - Omar El Kurdi - Chai Wai Fong - Leong Ka Hang - Pang Chi Hang - Vinicio Alves - Mohd Fandi Othman - Wan Zaharulnizam Zakaria - Ahmed Nizam - Imaaz Ahmed - Kyi Lin - Naing Lin Oo - Nanda Lin Kyaw Chit - Zaw Min Tun - Anil Ojha - Bharat Khawas - Jagjit Shrestha - Badar Nasib - Ibrahim Saleh - Mohammed Al-Mukhaini - Sami Mubarak | - Ibrahim Jalayta - Marvin Angeles - Jeffrey Christiaens - Abdelkarim Hassan - Abdulla Afifa - Jaser Yahia - Muayed Hassan Fadli - Murad Naji Hussein - Saleh Al Yazidi - Ibrahim Al-Ibrahim - Fahad Al-Muwallad - Abdullah Ibrahim Otayf - Yasir Al-Fahmi - Al-Qaasimy Abdul Rahman - Aqhari Abdullah - Fareez Farhan - Faris Ramli - Madhu Mohana - Shamil Sharif - Nipuna Bandara - Mardek Mardkian - Hamid Mido - Jahongir Ergashev - Kurbonali Sobirov - Diogo Rangel - Henrique Cruz - Chanathip Songkrasin - Chayanan Pombuppha - Chitipat Tanklang - Laosangthai Anusak - Narubodin Weerawatnodom - Thitiphan Puangjan - Farhad Italmazow - Yhlas Magtymow - Suleyman Muhadow - Abdulla Al-Jamahi - Abdulla Al-Shehhi - Pavel Smolyachenko - Huỳnh Văn Thanh - Nguyễn Văn Quyết - Salem Al-Omzae - Mohammed Al-Sarori |

Autogoles
| - Chen Yen-Jui (ante Malasia) - Mun Hyok (ante Tailandia) - Mohamed Thoriq (ante Tayikistán) | - Deepak Bhushal (ante Bangladés) - Delwinder Singh (ante Japón) - Peter Charles (ante Siria) | - Akhtam Nazarov (ante Kuwait) - Hemaýat Komekow (ante Líbano) |